# Bill Cassidy
William Morgan Cassidy, detto Bill (Highland Park, 28 settembre 1957), è un politico statunitense, senatore per lo stato della Louisiana dal 2015 e in precedenza membro della Camera dei Rappresentanti per lo stesso stato dal 2009 al 2015.

## Biografia
Nato nell'Illinois, Cassidy si laureò in medicina all'Università della Louisiana e divenne epatologo.
Entrato in politica nel 2006, aderì al Repubblicano dopo essere stato per molti anni un sostenitore dei democratici; nello stesso anno si candidò per un seggio all'interno della legislatura statale della Louisiana e venne eletto.
Nel 2008 presentò la sua candidatura per la Camera dei Rappresentanti e affrontò nelle elezioni il deputato democratico in carica Don Cazayoux, riuscendo a sconfiggerlo. Cassidy fu riconfermato dagli elettori per altri due mandati nel 2010 e nel 2012.
Nel 2014 si candidò al Senato per il seggio occupato dalla democratica Mary Landrieu e riuscì ad avanzare al ballottaggio con la senatrice, per poi sconfiggerla con un ampio margine di scarto.